# Okręg Cahors
Okręg Cahors (fr. Arrondissement de Cahors) – okręg w południowo-zachodniej Francji. Populacja wynosi 69 900.

## Podział administracyjny
W skład okręgu wchodzą następujące kantony:
- Cahors-Nord-Est,
- Cahors-Nord-Ouest,
- Cahors-Sud,
- Castelnau-Montratier,
- Catus,
- Cazals,
- Lalbenque,
- Lauzès,
- Limogne-en-Quercy,
- Luzech,
- Montcuq,
- Puy-l'Évêque,
- Saint-Géry.